# 第90輕步兵師 (德國國防軍)
第90轻步兵师（德語：90. Leichte Infanterie-Division）是二战期间德军的一个轻步兵师，曾在北非、撒丁岛和意大利服役。该师在西部沙漠战役中对抗英国第八集团军的大部分行动中发挥了重要作用，并最终在1943年5月突尼斯战役的最后阶段向盟军投降。
该师于1943年7月时候重组為第90裝甲擲彈兵師（德語：90. Panzergrenadier-Division）并部署到撒丁岛。当预期的盟军入侵撒丁岛未实现时，该师被转移到意大利。1943年至1945年4月，该师在意大利与盟军作战，最终在1945年4月25日在波河向盟军投降。